# Kerr Grant
Kerr Grant (ur. 26 czerwca 1878 w Bacchus Marsh w stanie Wiktoria, zm. 13 października 1967 w Adelajdzie) – australijski fizyk, działacz edukacyjny i administracji w Południowej Australii w pierwszej połowie XX wieku

## Życiorys
Studiował matematykę na Uniwersytecie w Melbourne, gdzie zdobył tytuł inżyniera (w 1901) i z wyróżnieniem magistra (w 1903). Od 1904 studiował na Uniwersytecie w Getyndze u Irvinga Langmuira. W 1911 został mianowany profesorem fizyki na Uniwersytecie w Adelajdzie. Zajmował to stanowisko do 1948, współpracując z D. Allenem, E. Jaunceyem, H. Cairnsem, M. Oliphantem i H. Floreyem. 
W 1919 pracował w laboratoriach General Electric w Schenectady (Stany Zjednoczone). Podczas II wojny światowej, podobnie jak wielu naukowców, zaangażowany był w działania wojenne jako doradca, przewodniczący i członek komitetów doradczych i kontrolnych i naukowych. 
Popularyzował naukę przez publikacje prasowe. Był postacią niezwykle popularną na Uniwersytecie w Adelajdzie. W jego pożegnalnym wykładzie w 1948 wzięło udział około 700 studentów. Kerr Grant zmarł w wieku 89 lat na zapalenie płuc.
W Plympton, dzielnicy Adelajdy, uczczono jego pamięć, nadając dzielnicy nazwę Kerr Grant Terrace.

## Źródła internetowe
- Sir Kerr Grant. [dostęp 2008-11-28]. (ang.).